# Arkadi Poltorak

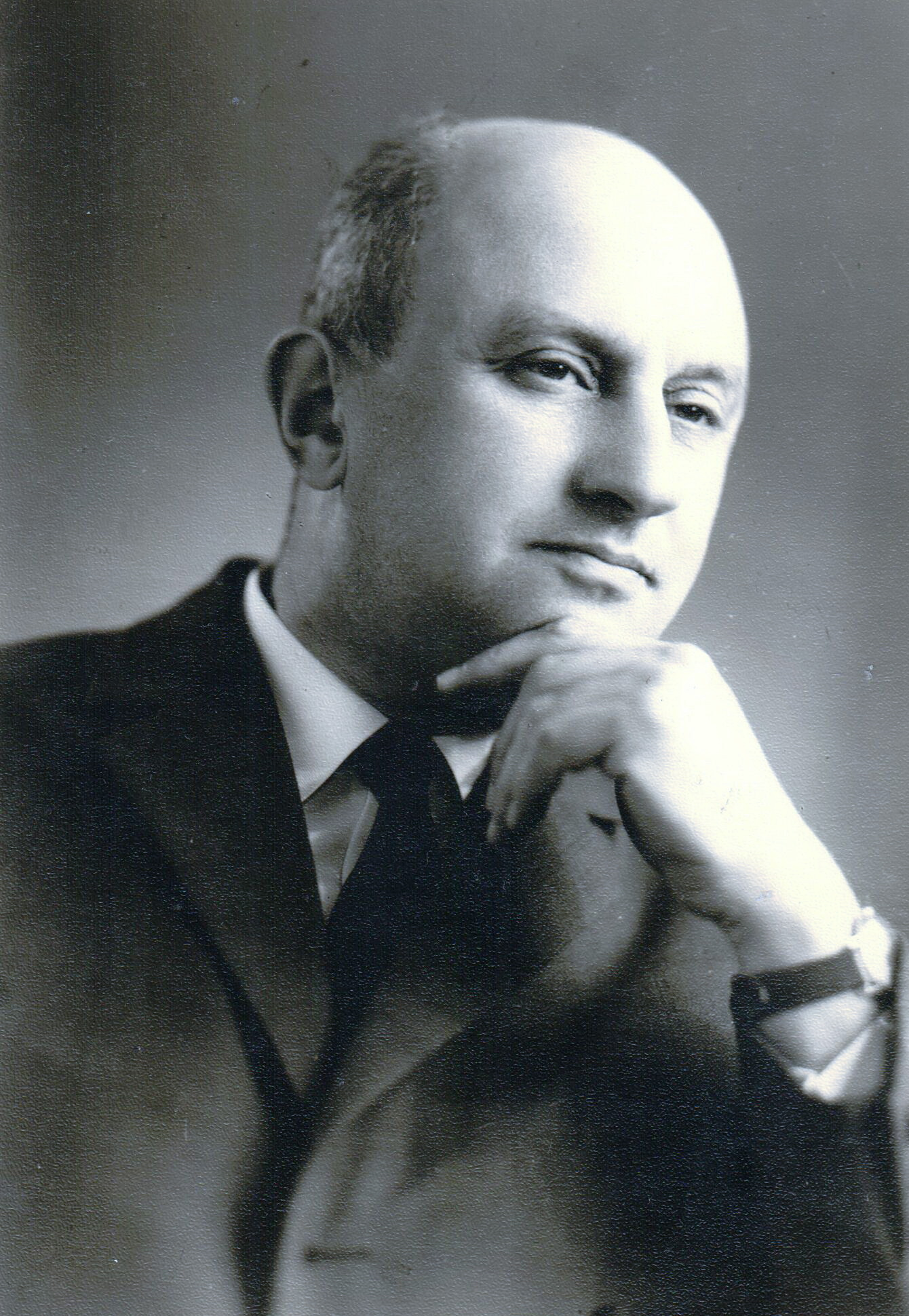
Arkadi Poltorak (undatiert, Urheberrechte beachten)

Arkadi Iosifowitsch Poltorak (russisch Аркадий Иосифович Полторак; geboren 1916 in Odessa, Russisches Kaiserreich; gestorben 3. Juni 1977 in Moskau) war ein sowjetischer Journalist.

## Leben
Arkadi Poltorak war im Zweiten Weltkrieg Gerichtsoffizier der Roten Armee. Nach Kriegsende leitete er beim Nürnberger Prozess gegen die Hauptkriegsverbrecher 1945 und 1946 das Sekretariat der sowjetischen Delegation.
Poltorak verfasste mehrere Bücher über seine Erfahrungen beim Prozess und veröffentlichte diese ab 1960. 

## Übersetzungen ins Deutsche
- mit Jewgeni Saizew: Nürnberg mahnt!. Übersetzung L. Steinmetz. Moskau : Verl. für Fremdsprachige Literatur, 1962
- Nürnberger Epilog. Übersetzung Werner Höppner. Berlin : Deutscher Militärverlag, 1971
- Duell in München : Roman. Übersetzung Gustav Just. Berlin : Verlag der Nation, 1972